# Полосатая аризонская хлыстохвостая ящерица
Полосатая аризонская хлыстохвостая ящерица (лат. Cnemidophorus inornatus) — вид ящериц из семейства тейид.
Общая длина достигает 16—17 см, при этом хвост втрое длиннее туловища с головой. Окраска спины чёрная с жёлтыми и белыми полосами, расположенными поочерёдно от головы до хвоста. Брюхо имеет голубую окраску. Самцы отличаются от самок большей яркостью цветов.
Любит травянистые местности, скалистые склоны. Довольно быстро бегает. Это пугливое животное, скрывается в норах или под камнями. Держится колониями. Во время бега может внезапно остановиться и стремительно изменить направление движения. Может бежать на задних лапах.
Яйцекладущая ящерица. Спаривание происходит весной. Самка в мае-июле откладывает 2—4 яйца. Молодые ящерицы рождаются через 6 недель.
Вид распространён в северной Мексике и юго-западных штатах США.